# NHK名古屋放送センタービル
NHK名古屋放送センタービル（エヌエイチケイなごやほうそうセンタービル） は、愛知県名古屋市東区東桜にあるビル。地上21階、地下4階、塔屋2階の建物である。地下1階から5階のマルチスペースにNHK名古屋放送局が入っている。

## 概要
NHK名古屋放送局が隣接する「愛知県文化会館」と共に老朽化していたため、東隣に在った「栄公園」の一角を等価交換で取得して移転することとなった。
その際に「NHK名古屋放送センタービル」が建設され、NHKの放送会館で初めて民間企業との共同建設・複合ビルの方式が採用された。
日本生命保険・名古屋鉄道・第一生命保険の民間3社が参画した為、NHK名古屋放送局以外に民間企業のオフィスや飲食店などが多数入ったビルとなっている。
1階には吹き抜けの広場状になったロビー空間「プラザウエーブ21」があり、NHKの公開放送にも使われている。

地下2階は隣接するオアシス21と繋がっている。また同階は名鉄グループのメルサが経営する「メルサグルメプラザ」として営業していたものの、2024年2月29日までに全テナントが撤退している。
1992年（平成4年）度名古屋市都市景観賞を受賞している。

## 主なテナント
- NHK名古屋放送局
- 武田薬品工業 名古屋支店
- アストラゼネカ
- オークローンマーケティング
- カタールガス・オペレーティング・カンパニー・リミテッド
- 日本イーライリリー
- ニッセイ・リース
- オービック
- アステラス製薬
- 住友化学
- 阪和興業
- 日本経営協会
- 宣伝会議
- 東急住宅リース